# Śmierć i dziewczyna (pieśń)

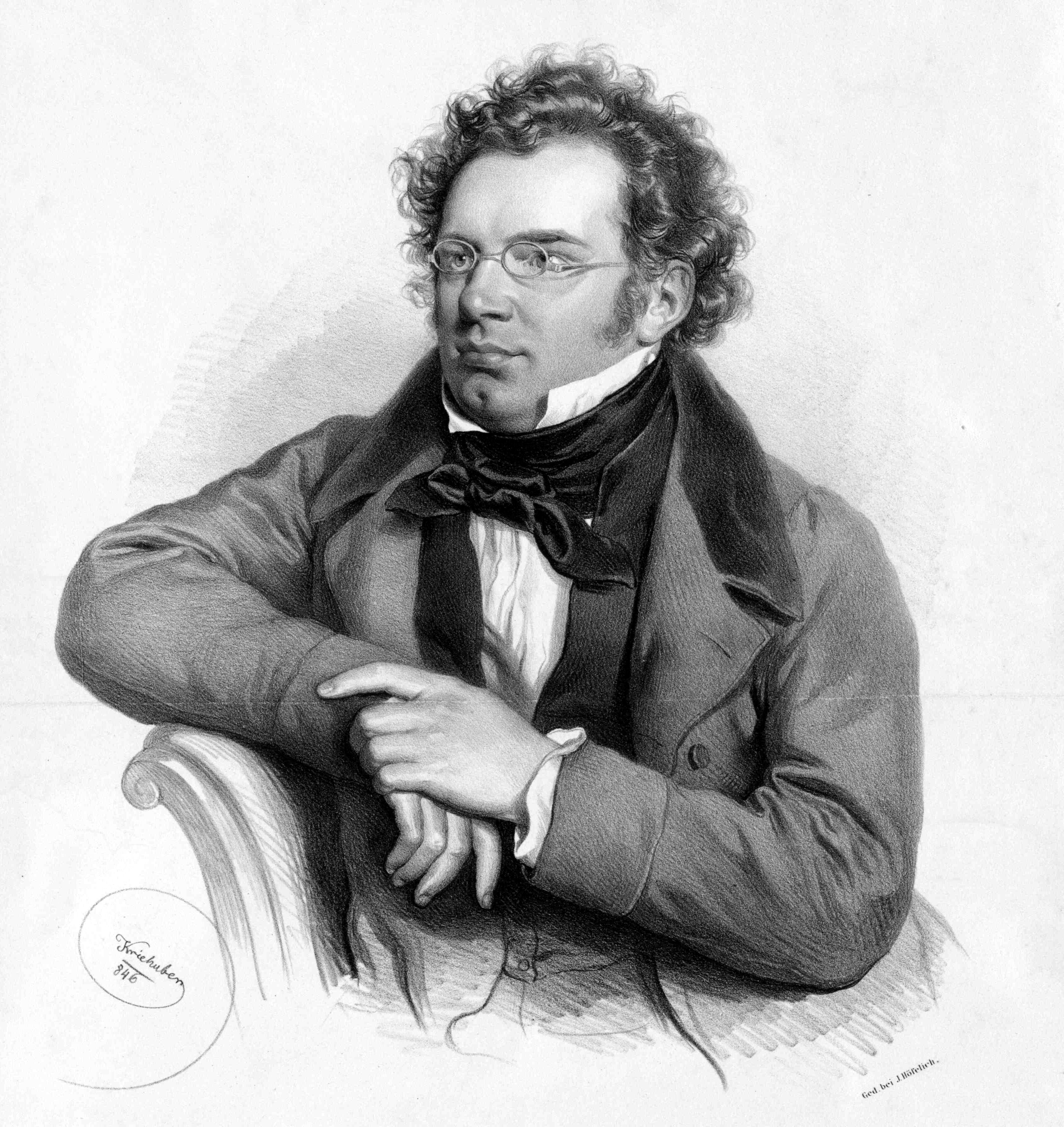
Franz Schubert

Śmierć i dziewczyna (w oryg. Der Tod und das Mädchen, D 531) – pieśń skomponowana przez Franza Schuberta do niemieckiego tekstu Matthiasa Claudiusa, z przeznaczeniem na głos i fortepian.
Utwór powstał w lutym 1817 r., a jego pierwsza publikacja miała miejsce w Wiedniu, w listopadzie 1821 r. (op. 7 nr 3).
W 1824 r. Schubert stworzył kwartet smyczkowy d-moll (D 810). W jego 2 części, Andante con moto, wykorzystał muzykę z pieśni.

## Tekst pieśni
| Język niemiecki: | Język polski: |
| --- | --- |
| Das Mädchen: Vorüber! ach, vorüber! Geh, wilder Knochenmann! Ich bin noch jung, geh, Lieber! Und rühre mich nicht an. Der Tod: Gib deine Hand, du schön und zart Gebild, Bin Freund und komme nicht zu strafen. Sei gutes Muts! Ich bin nicht wild, Sollst sanft in meinen Armen schlafen. | Dziewczyna: Obok, ach obok Przejdź, szkielecie dziki! Jestem jeszcze młoda, mój kochany, idź I nie dotykaj mnie. Śmierć: Daj swą dłoń, piękna i delikatna postaci. Jestem przyjacielem, nie przychodzę karać. Bądź dobrej myśli! Nie jestem dziki, W ramionach mych błogo będziesz spać. |

## Nawiązania
Śmierć i dziewczyna to tytuł sztuki teatralnej chilijskiego pisarza Ariela Dorfmana. Na podstawie tego utworu reżyser Roman Polański zrealizował w 1994 r. film fabularny pod tym samym tytułem.